# Marek Maruszyński
 Marek Maruszyński  (ur. 6 marca 1946 w Krakowie) – generał brygady Wojska Polskiego, profesor nauk medycznych (1996); kierownik Kliniki Chirurgii Ogólnej, Onkologicznej i Naczyniowej (1996–2006); Dyrektor Wojskowego Instytutu Medycznego (2001–2005); Naczelny Chirurg Wojska Polskiego (1999–2006).

## Życiorys
Marek Maruszyński urodził się 6 marca 1946 w Krakowie. Absolwent z 1965 XIX Liceum Ogólnokształcącego im. Powstańców Warszawy w Warszawie. W 1965 rozpoczął służbę wojskową jako słuchacz Wydziału Lekarskiego w Wojskowej Akademii Medycznej w Łodzi. W czasie studiów był wiceprzewodniczącym Studenckiego Towarzystwa Naukowego. W 1971 uzyskał dyplom tej uczelni z wyróżnieniem – nagrodą i medalem Ministra Obrony Narodowej i został promowany na podporucznika. Staż podyplomowy odbył w Instytucie Kształcenia Podyplomowego WAM w Warszawie i tutaj w 1972 jako wolontariusz rozpoczął naukę chirurgii pod kierunkiem prof. Franciszka Smolarka w II Klinice Chirurgicznej 2 Centralnego Szpitala Klinicznego WAM. W tym samym roku otrzymał przydział służbowy do Wojskowej Akademii Technicznej, gdzie pełnił służbę na stanowisku lekarza ambulatorium. Od 1974 pełnił służbę w Centralnym Szpitalu Klinicznym Wojskowej Akademii Medycznej na stanowiskach: asystenta; adiunkta; docenta; oraz kierownika Kliniki Chirurgii. W 1978 uzyskał stopień naukowy doktora broniąc pracy pt.: „Farmakologiczna blokada wegetatywna w postrzałowych obrażeniach płuc”. W 1984 uzyskał stopień doktora habilitowanego, rozprawa pt.: „Wartość badań biochemicznych i morfologicznych wycinków mięśnia szkieletowego w przewlekłym niedokrwieniu kończyn dolnych” z I nagrodą za najlepszą rozprawę habilitacyjną, która została nagrodzona przez szefa Sztabu Generalnego WP za najlepszą rozprawę habilitacyjną w roku akademickim.
W 1996 uzyskał tytuł naukowy profesora nauk medycznych. W latach 1997–2001 był profesorem Instytutu Chirurgii CSK WAM, a od maja 2001 kierował tym szpitalem. W latach 1995–2006 kierował Kliniką Chirurgii Naczyniowej. W sierpniu 2001 został powołany przez ministra obrony narodowej Bronisława Komorowskiego na krajowego konsultanta w dziedzinie chirurgii w celu realizacji zadań związanych z obronnością w czasie wojny i pokoju. W tym samym roku został wyznaczony na stanowisko komendanta CSK WAM, pełniąc jednocześnie obowiązki kierownika macierzystej Kliniki Chirurgicznej. W roku 2002 został awansowany do stopnia generała brygady przez prezydenta RP Aleksandra Kwaśniewskiego.
W 2003 został pierwszym Dyrektorem Wojskowego Instytutu Medycznego, którym był do 2005. W latach 1999–2006 pełnił funkcję Naczelnego Chirurga Wojska Polskiego. W latach 1997–2000 prezes Polskiego Towarzystwa Flebologicznego. W okresie pełnienia służby zawodowej był promotorem w 6 przewodach doktorskich, recenzował 4 prace habilitacyjne i 10 prac doktorskich. Był delegatem Polski w stałym komitecie NATO – Reseearch Technology Organization (Human Factor). Uczestniczył w pracach redakcyjnych czasopism: „Przegląd Flebologiczny”; „Chirurgia Polska”; „British Medical Journal” oraz współzałożyciel i redaktor działu edycji polskiej „Lekarz wojskowy” – jako zastępca redaktora naczelnego. Członek Komitetu Nauk Klinicznych Polskiej Akademii Nauk i Rady Naukowej Grupy LuxMED. Od 2005 do 31 stycznia 2006 był radcą Ministra Obrony Narodowej. W marcu 2005 był organizatorem wizyty w Wojskowym Instytucie Medycznym biskupa polowego Wojska Polskiego gen. bryg. Tadeusza Płoskiego. W roku 2006 po ukończeniu 60 roku życia zakończył zawodową służbę wojskową. 15 sierpnia 2006 prezydent RP Aleksander Kwaśniewski wręczył mu wraz z grupą generałów list okolicznościowy w związku z zakończeniem zawodowej służby wojskowej.
Na emeryturze w latach 2006–2011 kierował dalej Kliniką Chirurgii Ogólnej, Onkologicznej i Naczyniowej. Od roku 2011 kierował Kliniką Chirurgii Naczyniowej i Endowaskularnej, gdzie był do 31 grudnia 2016. W latach 2007–2010 był biegłym sądowym Sądu Okręgowego Warszawa w dziedzinie chirurgia naczyniowa. Konsultant Krajowy ds. obronności Wojskowej Służby Zdrowia z kadencją do 17 października 2024. Wykonał 25 tysięcy operacji. Członek Honorowy Polskiego Towarzystwa Flebologicznego oraz Sekcji Wojskowej Towarzystwa Chirurgów Polskich. Współtwórca Cyfrowego Centrum Zdrowia i iwylecz24.pl. Dorobek naukowy generała profesora to ok. 300 prac, które zostały opublikowane w czasopismach medycznych krajowych i zagranicznych.

## Awanse[8]
- podporucznik – 1970
- porucznik – 1972
- kapitan – 1976
- major – 1980
- podpułkownik – 1984
- pułkownik – 1988
- generał brygady – 2002[13]

## Ordery, odznaczenia i wyróżnienia[9][4][5]
- Krzyż Komandorski Orderu Odrodzenia Polski

- Krzyż Kawalerski Orderu Odrodzenia Polski
- Order Missio Reconcilationis
- Złoty Krzyż Zasługi
- Medal „Milito Pro Christo”[14]
- Dyplomem Benemerendi
- Medal Komisji Edukacji Narodowej
- Odznaka honorowa „Za wzorową pracę w służbie zdrowia”
- medal Zasłużony dla Warszawy
- Srebrny medal im. Ludwika Rydygiera
- Odznaka pamiątkowa z okazji Jubileuszu 50-lecia Szpitala przy Szaserów[15]
- Odznaka pamiątkowa Wojskowego Instytutu Medycznego – 2001, ex officio

i inne